# Divize C 2006/2007
V soubojích 42. ročníku České divize C 2006/07 se utkalo 16 týmů dvoukolovým systémem podzim - jaro. Tento ročník začal v srpnu 2006 a skončil v červnu 2007.

## Nové týmy v sezoně 2006/07
Z ČFL 2005/06 sestoupilo mužstvo FC Slovan Liberec „B“. Z krajských přeborů postoupila vítězná mužstva ročníku 2005/06: FK Trutnov z Královéhradeckého přeboru, FC Hlinsko z Pardubického přeboru a FK Sedmihorky z Libereckého přeboru. Z divize B sem bylo přeřazeno mužstvo SK Český Brod.

## Kluby podle přeborů
- Královéhradecký (4): SK Týniště nad Orlicí, TJ Dvůr Králové nad Labem, TJ Slavoj Předměřice nad Labem, FK Trutnov.
- Pardubický (6): FC Hlinsko, FK Agria Choceň, TJ Jiskra Ústí nad Orlicí, FK Tesla Pardubice, AFK Chrudim, FK OEZ Letohrad.
- Liberecký (3): SK Hlavice, FC Slovan Liberec „B“, FK Sedmihorky.
- Středočeský (4): FK Kolín, FC Velim, FK Dobrovice, SK Český Brod.

## Výsledná tabulka
| Poř. | Tým                            | Z  | V  | R  | P  | VG | OG | B  |
| ---- | ------------------------------ | -- | -- | -- | -- | -- | -- | -- |
| 1.   | FC Slovan Liberec „B“          | 30 | 20 | 7  | 3  | 58 | 21 | 67 |
| 2.   | FK OEZ Letohrad                | 30 | 17 | 9  | 4  | 41 | 18 | 60 |
| 3.   | TJ Dvůr Králové nad Labem      | 30 | 16 | 4  | 10 | 68 | 34 | 52 |
| 4.   | FK Dobrovice                   | 30 | 14 | 7  | 9  | 50 | 40 | 49 |
| 5.   | FK Tesla Pardubice             | 30 | 11 | 12 | 7  | 38 | 26 | 45 |
| 6.   | FC Velim                       | 30 | 12 | 7  | 11 | 44 | 38 | 43 |
| 7.   | SK Týniště nad Orlicí          | 30 | 10 | 13 | 7  | 32 | 32 | 43 |
| 8.   | FK Trutnov                     | 30 | 12 | 6  | 12 | 46 | 47 | 42 |
| 9.   | SK Hlavice                     | 30 | 10 | 10 | 10 | 31 | 33 | 40 |
| 10.  | SK Český Brod                  | 30 | 10 | 6  | 14 | 53 | 54 | 36 |
| 11.  | FK Agria Choceň                | 30 | 10 | 6  | 14 | 34 | 56 | 36 |
| 12.  | TJ Slavoj Předměřice nad Labem | 30 | 10 | 5  | 15 | 46 | 62 | 35 |
| 13.  | AFK Chrudim                    | 30 | 9  | 7  | 14 | 34 | 41 | 34 |
| 14.  | FC Hlinsko                     | 30 | 9  | 6  | 15 | 47 | 64 | 33 |
| 15.  | TJ Jiskra Ústí nad Orlicí      | 30 | 5  | 11 | 14 | 31 | 43 | 26 |
| 16.  | FK Sedmihorky                  | 30 | 3  | 8  | 19 | 24 | 68 | 17 |

Poznámky:
- Z = Odehrané zápasy; V = Vítězství; R = Remízy; P = Prohry; VG = Vstřelené góly; OG = Obdržené góly; B = Body
- O pořadí klubů se stejným počtem bodů rozhodly vzájemné zápasy.

|  | Postup do ČFL 2007/08                           |
|  | Sestup do příslušného krajského přeboru 2007/08 |